# ジョアン・ベルナルド・デ・ミランダ
ジョアン・ベルナルド・デ・ミランダ（João Bernardo de Miranda、1952年7月18日 - ）は、アンゴラの政治家。アンゴラ在フランス大使（2018年から）。また1999年から2008年までアンゴラ外務大臣を、2009年から2018年までベンゴ州の知事を務めた。ジャーナリズム、国際関係、法律などを学び、アンゴラ解放人民運動において主にラジオやジャーナリズム、プロパガンダの方面で活躍。
2006年（平成18年）8月3日来日し、町村信孝外務大臣と会談している。